# 다이하이드로리포산
다이하이드로리포산(영어: dihydrolipoic acid)은 리포산의 환원된 형태인 유기 화합물이다. 다이하이드로리포산은 한 쌍의 싸이올기를 가지고 있기 때문에 다이싸이올이다. 이는 광학 활성이지만 R-거울상 이성질체만이 생화학적으로 중요하다. 리포산/다이하이드로리포산 쌍은 다양한 생화학적 변형에 참여한다.

## 같이 보기
- 다이하이드로리포아마이드
- 리포아마이드
- 리포산